# Gy-en-Sologne
Gy-en-Sologne – miejscowość i gmina we Francji, w Regionie Centralnym, w departamencie Loir-et-Cher.
Według danych na rok 1990 gminę zamieszkiwało 419 osób, a gęstość zaludnienia wynosiła 12 osób/km² (wśród 1842 gmin Centre, Gy-en-Sologne plasuje się na 744. miejscu pod względem liczby ludności, natomiast pod względem powierzchni na miejscu 244.).